# Chrétiens-démocrates (Suède)
Pour les articles homonymes, voir Démocratie chrétienne, Parti chrétien-démocrate et KDS.
Les Chrétiens-démocrates (en suédois : Kristdemokraterna ; anciennement, Kristen demokratisk samling ou KDS) est un parti politique suédois. Le parti politique a été fondé en 1964 mais n’est entré au parlement qu’en 1985 de la coopération électorale avec le Parti du centre et de leur accord en 1991. Göran Hägglund dirige le parti depuis le 3 avril 2004. Il succéda à Alf Svensson qui dirigeait le parti depuis 1973. Il fait partie de la coalition de droite L'Alliance, qui a remporté les élections du 17 septembre 2006 (6,5 % des suffrages et 24 députés).

## Idéologie

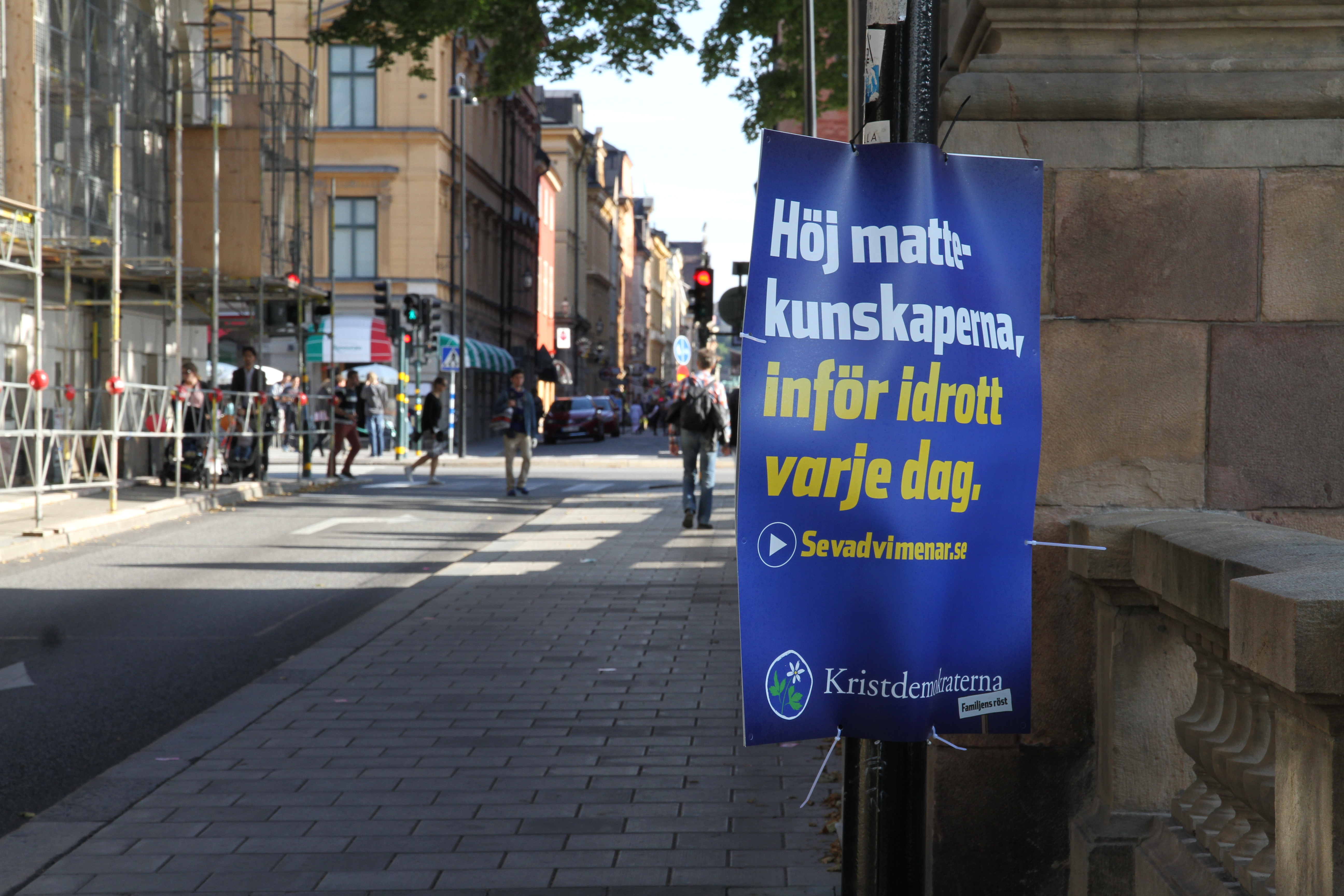
Affiche des Chrétiens-démocrates en 2014 Améliorer les connaissances en mathématiques, avant d'instaurer du sport tous les jours. (Höj mattekunskaperna, inför idrott varje dag.).

## Dirigeants

### Présidents

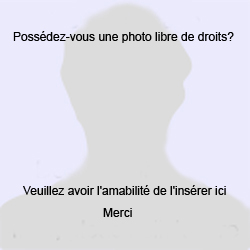
Birger Ekstedt (en) (1964–1972)
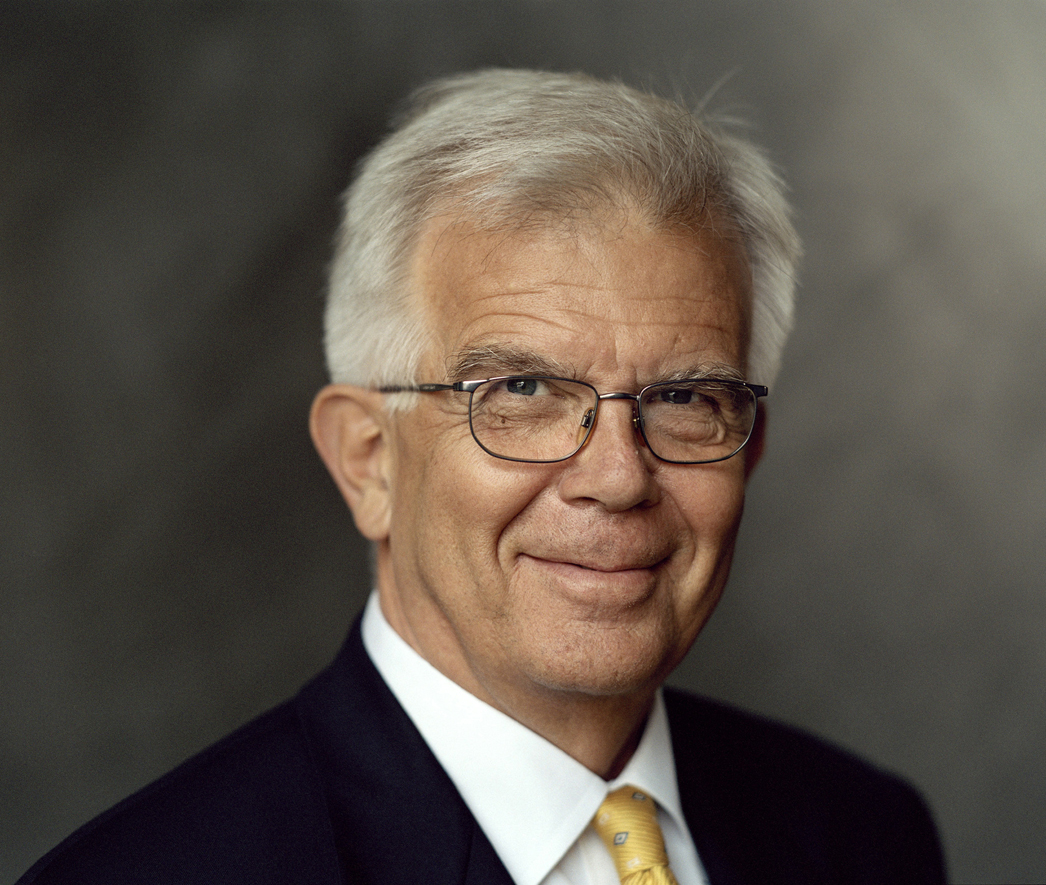
Alf Svensson (1973–2004)
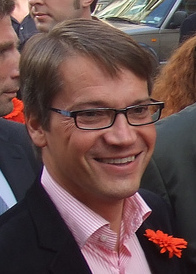
Göran Hägglund (2004-2015)
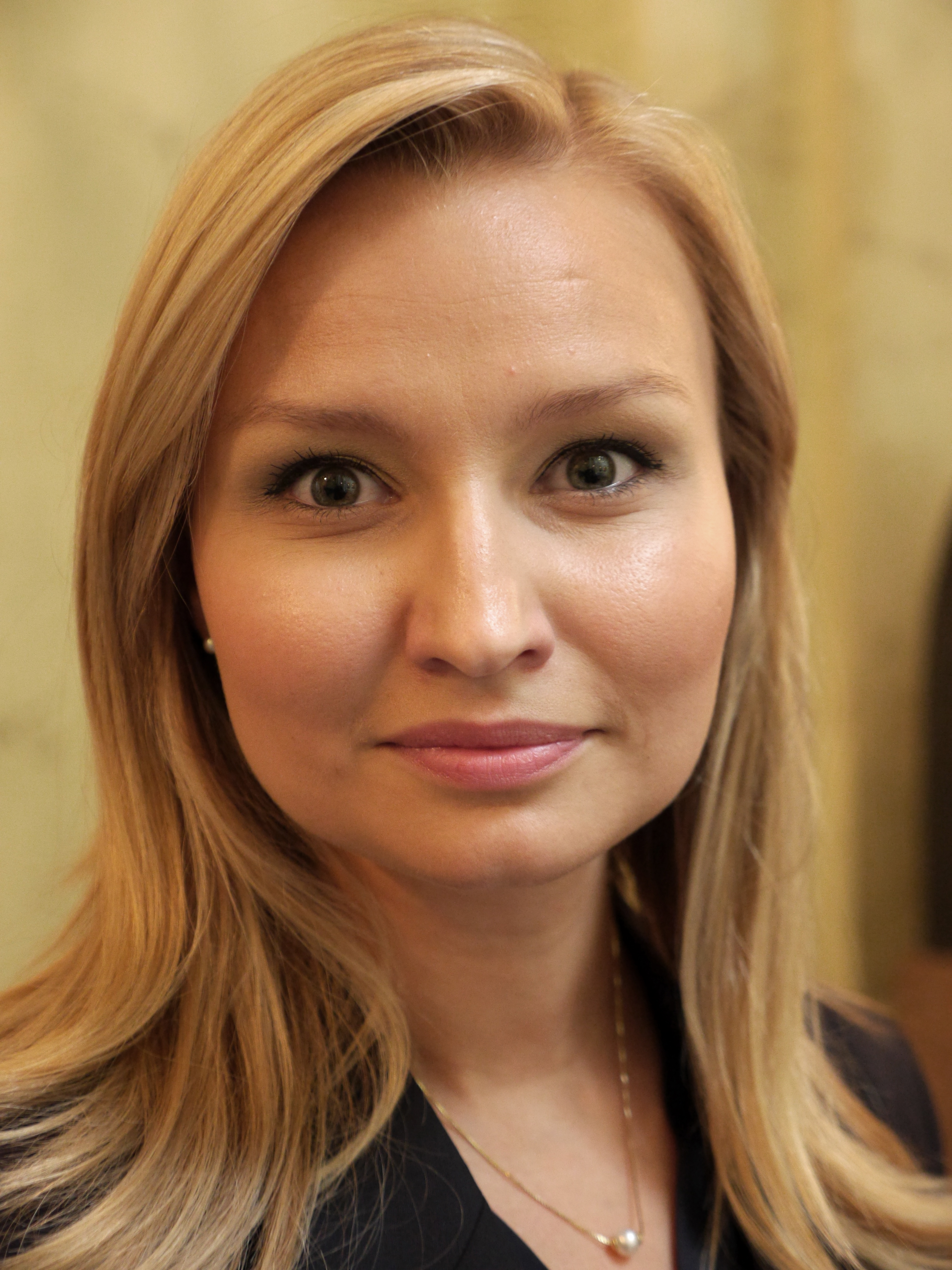
Ebba Busch (depuis 2015)

### Membres notables
- Maria Larsson (en), ministre chargée des personnes âgées et de l'enfance dans le gouvernement Reinfeldt (2006-2014)
- Stefan Attefall, ministre de l'administration publique et du logement dans le gouvernement Reinfeldt (2010-2014)
- Mats Odell, ministre des affaires locales et des marchés financiers dans le gouvernement Reinfeldt (2006-2010)

## Résultats électoraux

### Élections parlementaires
| Année | Députés  | Votes   | %    | Rang | Gouvernement           |
| ----- | -------- | ------- | ---- | ---- | ---------------------- |
| 1964  | 0 / 233  | 75 389  | 1,8  | 6e   | Extra-parlementaire    |
| 1968  | 0 / 233  | 72 377  | 1,5  | 7e   | Extra-parlementaire    |
| 1970  | 0 / 350  | 88 770  | 1,8  | 6e   | Extra-parlementaire    |
| 1973  | 0 / 350  | 90 388  | 1,8  | 6e   | Extra-parlementaire    |
| 1976  | 0 / 349  | 73 844  | 1,4  | 6e   | Extra-parlementaire    |
| 1979  | 0 / 349  | 75 993  | 1,4  | 6e   | Extra-parlementaire    |
| 1982  | 0 / 349  | 103 820 | 1,9  | 6e   | Extra-parlementaire    |
| 1985a | 1 / 349  | 131 548 | 2,4  | 6e   | Opposition             |
| 1988  | 0 / 349  | 158 182 | 2,9  | 7e   | Extra-parlementaire    |
| 1991  | 26 / 349 | 390 351 | 7,1  | 5e   | Gouvernement Bildt     |
| 1994  | 15 / 349 | 225 974 | 4,1  | 7e   | Opposition             |
| 1998  | 42 / 349 | 619 046 | 11,8 | 4e   | Opposition             |
| 2002  | 33 / 349 | 485 235 | 9,2  | 4e   | Opposition             |
| 2006  | 24 / 349 | 365 998 | 6,6  | 5e   | Gouvernement Reinfeldt |
| 2010  | 19 / 349 | 333 696 | 5,6  | 8e   | Gouvernement Reinfeldt |
| 2014  | 17 / 349 | 284 806 | 4,6  | 8e   | Opposition             |
| 2018  | 22 / 349 | 409 478 | 6,3  | 6e   | Opposition             |

### EÉlections européennes
| Année | Députés | Votes   | %    | Rang | Groupe |
| ----- | ------- | ------- | ---- | ---- | ------ |
| 1995  | 0 / 22  | 129 376 | 3,9  | 7e   |        |
| 1999  | 2 / 22  | 193 354 | 7,6  | 6e   | PPE-DE |
| 2004  | 1 / 19  | 142 704 | 5,5  | 8e   | PPE-DE |
| 2009  | 1 / 18  | 148 141 | 4,7  | 8e   | PPE    |
| 2014  | 1 / 20  | 220 574 | 5,9  | 8e   | PPE    |
| 2019  | 2 / 20  | 357 856 | 8,6  | 6e   | PPE    |
| 2024  | 1 / 21  | 239 530 | 5,71 | 7e   | PPE    |

a L'alliance entre le Parti du centre et l'Unité chrétienne démocrate aboutit à l'élection d'un député chrétien-démocrate : le leader du parti, Alf Svensson.